# Sorghum nitidum
Sorghum nitidum là một loài thực vật có hoa trong họ Hòa thảo. Loài này được (Vahl) Pers. miêu tả khoa học đầu tiên năm 1805.